# Luottåive fjällurskog
Luottåive fjällurskog är ett naturreservat i Jokkmokks kommun i Norrbottens län.
Området är naturskyddat sedan 2000 och är 22,1 kvadratkilometer stort. Reservatet omfattar berget Luottåive och myrmarker omkring. Reservatet består av granskog och äldre barrblandskog på myrholmar. 